# Рахов Віктор Георгійович
Рахов Віктор Георгієвич (1 січня 1914, Саратов — 29 серпня 1939, Чита) — радянський військовий льотчик, Герой Радянського Союзу.

## Біографія
Народився 1914 року в місті Саратові. Навчався у льотній школі Осоавіахіма (1932), військовій школі пілотів імені А. Ф. М'ясникова.
Служив у 88-й винищувальній ескадрильї (Москва), потім помічником командира 22-го винищувального авіаційного полку 23-ї винищувальної авіаційної бригади 1-ї армійської групи брав участь у боях проти Японії в районі річки Халхін-Гол.
За час боїв збив 8 літаків супротивника особисто та 6 у групі.
Був смертельно поранений у бою 27 серпня 1939 року, а за два дні помер від ран у Читинському військовому шпиталі.